# Ogboins
Els ogboins són els membres d'un clan ijaw que viuen a l'estat de Bayelsa, al sud de Nigèria. Els ogboins parlen el dialecte ogboin de la llengua izon.
Els primers avantpassats del clan ogboin eren descendents d'OPU-Ogbo, uns ijaws de Benin City.

## Història
Al segle xv, quatre germans ijaws de Benin City van abandonar la ciutat degut al lideratge autoritari de l'Oba Ewuare. Primer van establir-se a la capital del regne Igala, Níger avall. Un d'aquests germans van partir cap a la confluència entre es rius Nun i Forcados. Es va establir amb el sue grp a la terra Urhobo i va esdevenir un avantpassat d'una secció dels urhobos. Els altres tres germans es van establir a Obiama, a on es van barrejar amb avantpassats dels kes. Des d'aquesta ciutat van emigrar a Orubiribaubolou, des d'on es van dispersar i van fundar les ciutats ogboins d'Amassoma, Amatolo, Otuan i Ogbono. Altres ciutats que van fundar posteriorment els ogboins van ser Ogbene, Oguotu i Iberedeni.